# Diga di Santa Giustina
La diga di Santa Giustina è una diga situata in val di Non, lungo il corso del torrente Noce, il cui sbarramento forma il lago di Santa Giustina. Al momento dell'inaugurazione, nel 1951, era la più alta d'Europa.

## Storia
La costruzione della diga iniziò nel 1940, ma i lavori furono sospesi durante la seconda guerra mondiale e ripresi nel 1946. La sua realizzazione fu un'impresa ingegneristica notevole per l'epoca, coinvolgendo numerosi operai e ingegneri. La diga fu progettata dall'ingegnere Claudio Marcello (1901-1969) e la sua costruzione fu documentata da diverse fotografie e studi, che mostrano le condizioni del cantiere e le tecniche utilizzate.
Quella di Santa Giustina è una diga ad arco, costruita in calcestruzzo. Essa forma il lago di Santa Giustina, un bacino artificiale con una capacità di 182 milioni di metri cubi d'acqua. Questo bacino è alimentato dal torrente Noce e svolge un ruolo cruciale nella produzione di energia idroelettrica, alimentando la centrale elettrica di Taio tramite condotte sotterranee. Una piccola centrale ai piedi della diga garantisce il deflusso minimo vitale del corso d'acqua.

### Il lago
La creazione del lago ha trasformato il paesaggio della Val di Non, inondando la valle centrale e alcune aree laterali. Questo ha portato alla nascita di una nuova zona chiamata "terza sponda", in quanto le acque del lago hanno cambiato la configurazione geografica originaria della valle, che prima era divisa solo tra sponda destra e sponda sinistra del Noce.
Oggi, il lago di Santa Giustina è una popolare destinazione turistica, offre diverse attività ricreative, come il kayak, e percorsi panoramici che permettono di apprezzare il paesaggio circostante. La diga stessa è un'attrazione per i visitatori, che spesso si fermano a osservarla dal ponte sulla Strada Statale 43 o dal treno della ferrovia Trento-Malé-Mezzana che attraversa la valle.

## Galleria d'immagini

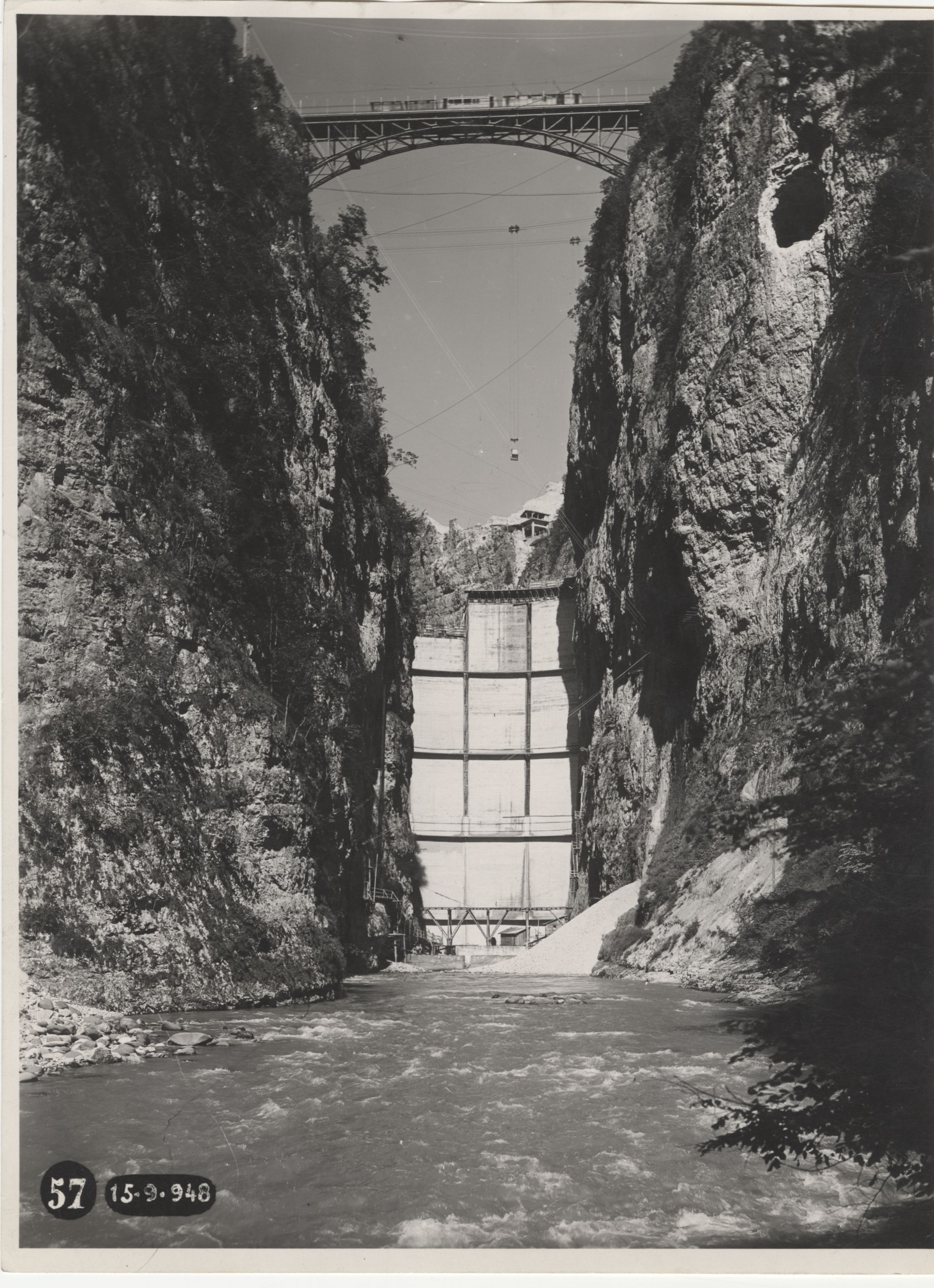
La diga in costruzione nel 1948
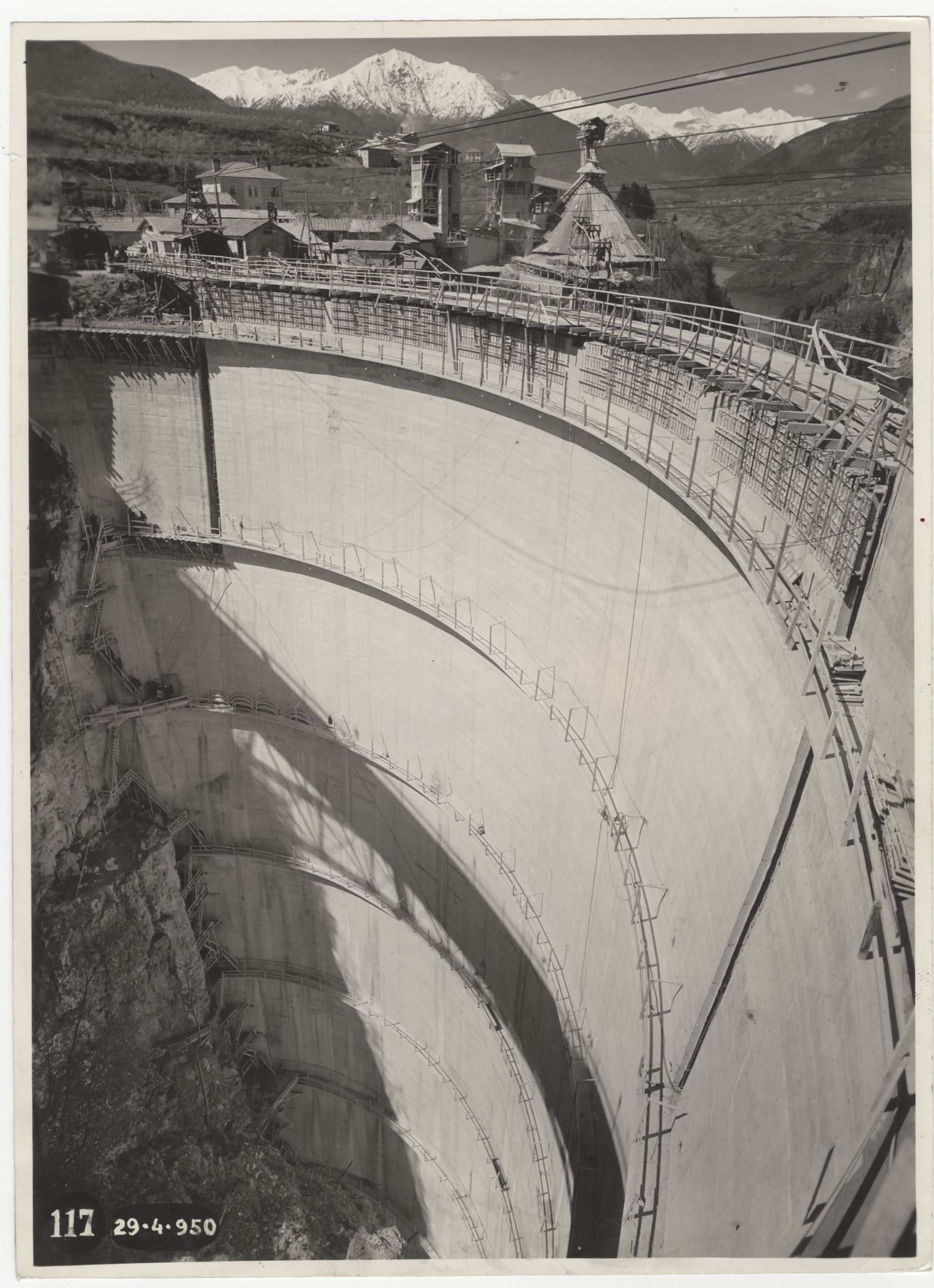
Dettaglio della diga in costruzione (1950)
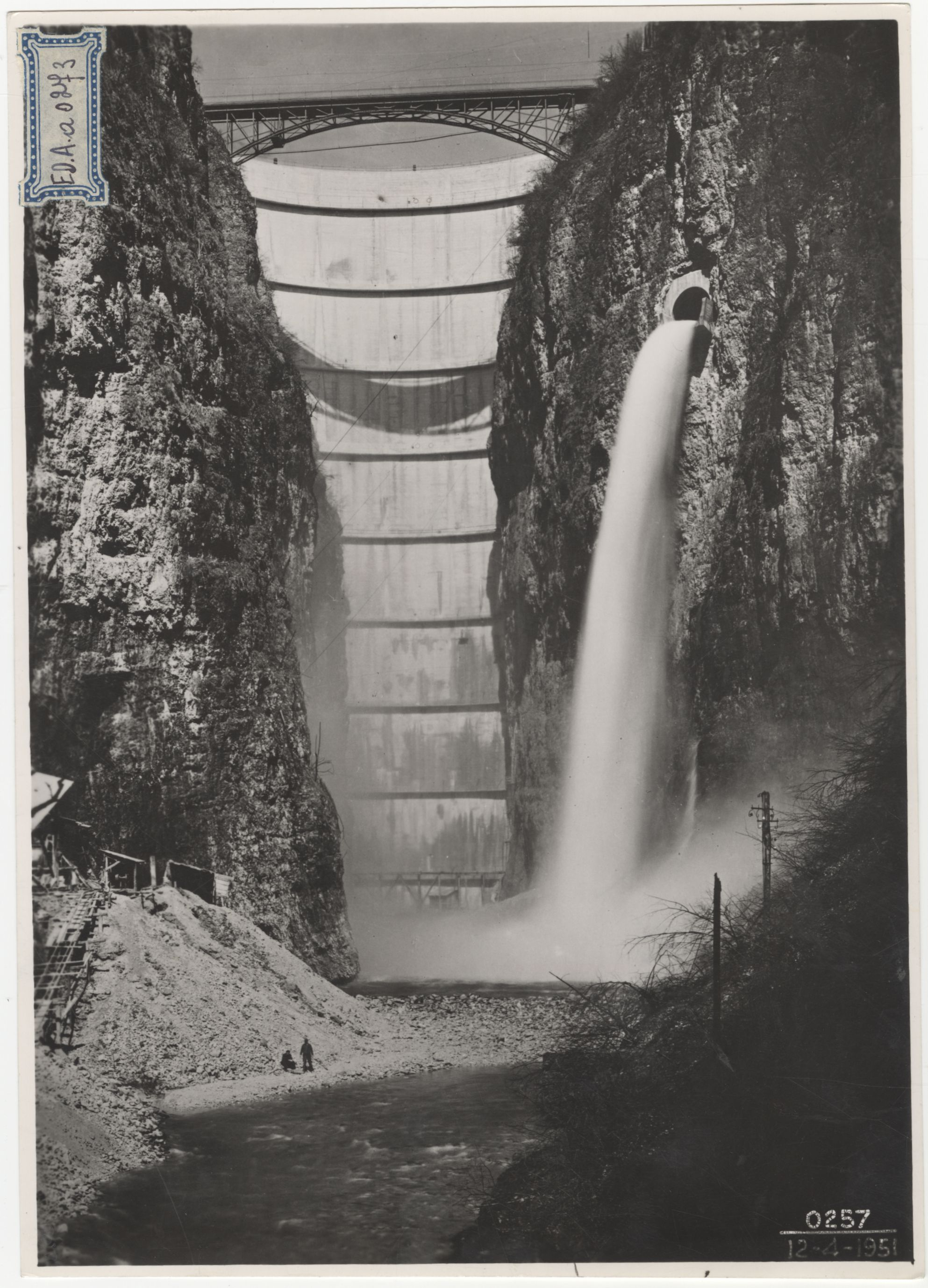
Durante la fase di scarica del lago (1951)
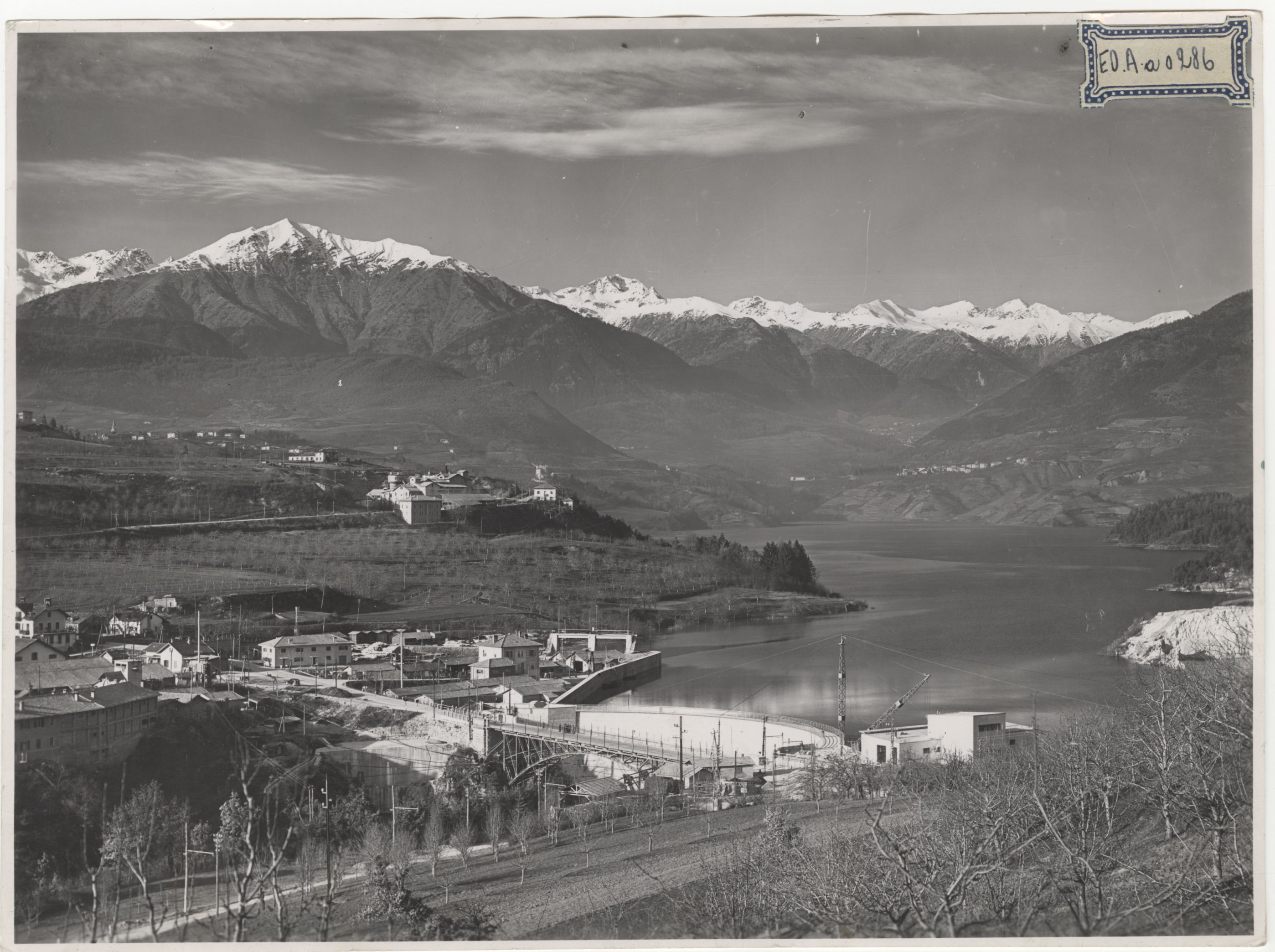
1958